# Tetraberlinia tubmaniana
Tetraberlinia tubmaniana é uma espécie vegetal da família Fabaceae.
Apenas pode ser encontrada na África Ocidental .É uma espécie de árvore da família Fabaceae, encontrada nas florestas da Libéria e raramente na Guiné e Costa do Marfim. É encontrada com facilidade e muito frequente como árvore dominante na Floresta Tropical pluvial da Libéria. Possui madeira de alta densidade e ótima qualidade e é muito explorada para exportação em toras.
(em inglês) Lovett, J. & Clarke, G.P. 1998. Cynometra. 2006 IUCN Red List of Threatened Species. Dados de 9 de Julho de 2007.